# Андреа Радукан
Андреа Радукан (рум. Andreea Mădălina Răducan; нар. 30 вересня 1983, Бирлад, СРЮ) — румунська гімнастка, олімпійська чемпіонка, багаторазова чемпіонка світу. Закінчила факультет журналістики Бухарестського університету.